# Paveza
Paveza je bila vrsta ščita, ki so ga na široko uporabljali v pehoti od 14. do 16. stoletja. Bila je pravokotne oblike, v zgornjem delu lahko tudi ovalna. Pogosto je bila opremljena z oporo. Včasih je imela na spodnjem robu konice, ki so se zabodle v zemljo. Po sredini paveze je potekala navpična štrlina, na notranji strani utor, ki jo je okrepil. Široka je bila od 40 do 70 cm in visoka 1−1,5 m. Izdelana je bila iz lesa in prevlečena s tkanino ali usnjem in pogosto poslikana s heraldičnimi ali verskimi simboli. 
Glede na način uporabe so obstajale ročne in stoječe paveze. Slednje so pogosto uporabljali samostrelci med obleganjem gradov in mest zaradi dolgotrajnega polnjenja orožja. Ročne paveze so bile štirikotne, spodaj pogosto zožene. Uporabljali so jih pešaki in konjeniki in pogosto husiti med husitskimi vojnami. S pojavom strelnega orožja so paveze opustili. 

## Izvor
Tradicionalno velja, da ime ščita izvira iz italijanskega mesta Pavia, kjer so ga izumili v 13. stoletju. Omenja se tudi, da je klasična pehotna različica paveze nastala med husitskimi vojnami. Kasnejši raziskovalci so prišli do zaključka, da je paveza v zahodno Evropo lahko prišla prek baltskih križarjev, ki so si to vrsto ščita izposodili od lokalnega baltskega prebivalstva, Rusov (12. stoletje). ali v litovsko-mazovski regiji (13. stoletje). Na prelomu 13. in 14. stoletja so se paveze razširile v Mazoviji, deželah pod oblastjo Tevtonskega reda, zahodni Rusiji in verjetno tudi v preostali Poljski. Beloruski arheolog Nikolaj Plavinski ugotavlja, da je bila paveza okoli 14. stoletja razširjena po celotni baltsko-poljsko-rusko regiji.

### Mornariška različica
Podoben izraz, pavisada ali pavesada, se nanaša na vrsto ščitov ali trak platna, obešenega okoli krova ladje, ki je preprečil nasprotniku opazovanje dejavnosti posadke na krovu in oviral nasprotnikovo vkrcanje. 

## Pavezarji
Genovski samostrelci, mednarodno priznana elitna vojaška enota, so uporabljali paveze in ščitonosce – pavezarje (italijansko pavesarii). Več kot trije samostrelci na eno pavezo kažejo, da so se pri streljanju izmenjevali in uporabljali pavezo za kritje med napenjanjem samostrela. Statični ščiti so bili uporabni predvsem v statičnih ali obrambnih formacijah.